# Cosa avete fatto a Solange?
Cosa avete fatto a Solange?, conocida en español bajo los títulos de: ¿Qué habéis hecho con Solange? (en España), ¿Que le habrán hecho a Solange? (en Argentina) o ¿Qué le han hecho a Solange? (en Perú, Venezuela y Colombia), es una película giallo de 1972 dirigida por Massimo Dallamano y protagonizada por Fabio Testi, Joachim Fuchsberger, Cristina Galbó y Camille Keaton. La trama sigue una serie de asesinatos violentos que ocurren en una escuela católica de niñas en Londres, donde una joven estudiante ha desaparecido.
La película es una coproducción entre las productoras italianas Italian International Films Srl, Clodio Cinematografica y el estudio de Alemania Occidental Rialto Film. Se estrenó en Alemania como Das Geheimnis der grünen Stecknadel (tdl. ‘La pista del nuevo alfiler’), donde se promocionó como una película de Edgar Wallace.

## Sinopsis
Enrico es un joven y guapo profesor de italiano y deportes de una escuela católica femenina de Londres, quien está infelizmente casado con Herta, la severa profesora de matemáticas de dicho colegio, por lo que tiene un romance secreto con Elizabeth, una de sus alumnas. La relación extramarital transcurre sin muchos contratiempos hasta que, durante un romántico paseo de fin de semana por el río Támesis, los amantes descubren accidentalmente el cadáver de una compañera de clases de Elizabeth.
Barth, el veterano inspector de Scotland Yard, comienza a encargarse del caso pero luego ocurren una serie de horripilantes asesinatos cuyas víctimas son las alumnas de Enrico, por lo que comienza a sospechar del profesor y, así las cosas, éste decide investigar por su propia cuenta y termina enterándose no solo de que a todas las infortunadas víctimas se les encontró cerca de sus cadáveres un extraño alfiler verde, sino que también tanto ellas como Elizabeth conocían a una misteriosa chica llamada Solange y cuyo testimonio es pieza clave para resolver los asesinatos.
Pero, a la par de todo lo anterior, Enrico también tiene un dilema: ¿Cómo defender su inocencia sin que se descubra públicamente su amorío con Elizabeth?

## Elenco
- Fabio Testi ... Enrico Rosseni
- Cristina Galbó ... Elizabeth Seccles
- Karin Baal ... Herta Rosseni
- Joachim Fuchsberger ... Inspector Barth
- Claudia Butenuth ... Brenda Pilchard
- Camille Keaton ... Solange Beauregard
- Maria Monti ... Sra. Erickson
- Giancarlo Badessi ... Sr. Erickson
- Pilar Castel ... Janet Bryant
- Günther Stoll ... Profesor Bascombe
- Giovanna Di Bernardo ... Helen Edmonds
- Marco Mariani ... Padre Weber
- Vittorio Fanfoni ... Amigo de Enrico
- Antonio Casale ... Sr. Newton
- Emilia Wolkowicz ... Ruth Holden
- Daniele Micheletti ... Sr. Bryant
- Rainer Penkert ... Sr. Leach, el director de la escuela
- Carla Mancini ... Susan
- John Gayford ... Joseph Kane
- Maria Michi ... Mamá de Brenda